# Léla
A Léla női név, a teljes név eredete és jelentése bizonytalan.
Egyes források szerint francia eredetű, ez esetben jelentése: lojális, hűséges.
Más források szerint az arab eredetű Leila névből származik, így jelentése: este, éjszaka, átvitt értelemben sötét, sötét hajú.

## Rokon nevek
Leila, Lejla

## Gyakorisága
Az újszülötteknek adott nevek körében, valamint a népességre vonatkozóan a Léla sem a 2000-es, sem a 2010-es években nem szerepelt a 100 leggyakrabban viselt női név között.

## Névnapok
Hivatalos névnapja nincs.
Ajánlott névnapok: január 15., február 13., április 15., június 21., július 15., október 15. 